# Gigantea gouvernoni
Gigantea gouvernoni ist eine Art der Landplanarien in der Unterfamilie Geoplaninae. Die Art wurde auf der Insel Grand Bermuda gefunden.

## Merkmale
Gigantea gouvernoni hat einen abgeflachten Körper, der eine Länge von ca. 25 Millimetern und an der breitesten Stelle eine Breite von 4 Millimetern erreicht. Das vordere Körperdrittel verjüngt sich bis hin zum Vorderende, das Hinterende ist bei Aufsicht abgerundet. Die Rückenfärbung ist dunkelbraun mit einer schmalen, hellbraunen Mittellinie, die auf Höhe der breitesten Körperstelle ebenfalls etwas breiter ist. Auf dem Rücken befinden sich zudem feine, schwarze, unregelmäßige Zeichnungen, die vor allem im letzten Körperdrittel häufiger werden, so dass das Hinterende fast schwarz aussieht. Außerdem befinden sich zwischen der breitesten Körperstelle und dem Hinterende zwei seitliche, unregelmäßige Reihen großer Flecken, die die Position der Testikel anzeigen. Die Bauchseite ist hellgrau gefärbt.
Zum Kopulationsorgan gehört ein permanenter Penis.

## Verbreitung
Mehrere Individuen, inklusive des Holotyps, wurden in der Hauptstadt von Bermuda, Hamilton, auf dem Gelände des Regierungsgebäudes gefunden.

## Etymologie
Das Artepitheton gouvernoni ehrt den Entdecker des ersten Individuum, Olivier Gouvernon.